# Condado de Rockwall

Localización del Condado de Ellis en el estado de Texas.

El condado de Rockwall es un condado localizado en el estado de Texas, Estados Unidos. En el 2000 la población fue de 43.080 habitantes. La cabecera se encuentra en la ciudad de Rockwall. Este condado es parte del Dallas/Fort Worth Metroplex y se encuentra al este del Condado de Dallas. El Condado de Rockwall fue nombrado por la formación de piedra subterránea en forma de pader que corre por el condado.

## Demografía
Para el censo de 2000, había 43.080 personas, 14.530 cabezas de familia, y 11.972 familias residiendo en el condado. La densidad de población era de 334 habitantes por milla cuadrada.
La composición racial del condado era:
- 89,17% blancos
- 3,24% negros o negros americanos
- 0,40% nativos americanos
- 1,32% asiáticos
- 0,05% isleños
- 4,45% otras razas
- 1,37% de dos o más razas.

Había 14.530 cabezas de familia, de las cuales el 44,40% tenían menores de 18 años viviendo con ellas, el 71,00% eran parejas casadas viviendo juntas, el 8,00% eran mujeres cabeza de familia monoparental (sin cónyuge), y 17,60% no eran familias.
El tamaño promedio de una familia era de 3,23 miembros.
En el condado el 30,10% de la población tenía menos de 18 años, el 7,00% tenía de 18 a 24 años, el 31,10% tenía de 25 a 44, el 23,30% de 45 a 64, y el 8,60% eran mayores de 65 años. La edad promedio era de 35 años. Por cada 100 mujeres había 100,80 hombres. Por cada 100 mujeres mayores de 18 años había 96,90 hombres.

## Economía
Los ingresos medios de una cabeza de familia del condado eran de USD$65.164 y el ingreso medio familiar era de $71.448. Los hombres tenían unos ingresos medios de $49.636 frente a $32.410 de las mujeres. El ingreso per cápita del condado era de $28.573. El 3,80% de las familias y el 4,70% de la población estaban debajo de la línea de pobreza. Del total de gente en esta situación, 5,60% tenían menos de 18 y el 4,10% tenían 65 años o más.